# Paranthura costana
Paranthura costana là một loài chân đều trong họ Paranthuridae. Loài này được Bate & Westwood miêu tả khoa học năm 1866.